# Sulla libertà di parola
Sulla libertà di parola è un breve trattato di Filodemo di Gadara.

## Datazione e genere
Filodemo aveva scritto una Epitome su condotte e caratteri, che conteneva il De ira e, nel PHerc. 1471 quest'operetta che, come espressamente dichiarato dall'autore, è "un'epitome delle lezioni di Zenone" ad Atene, frequentate da Filodemo. Il trattato sopravvive in 93 frammenti e 24 colonne.

## Contenuto
In tutta l'epitome, l'attenzione è rivolta agli insegnanti e ai loro metodi, e via via diversi tipi di studenti e le loro reazioni alle critiche franche. L'epitome rivela, inoltre, una disputa tra gli Epicurei sui metodi per correggere i discepoli nel processo di riforma morale all'interno della scuola. Oltre a discutere diversi tipi di alunni e l'effetto che la libertà di parola ha su di loro, Filodemo considera nelle ultime tre sezioni i risultati negativi reazioni a critiche franche da parte di persone di diversa estrazione sociale, sesso ed età. Particolarmente citati per le critiche franche sono personaggi illustri, donne e vecchi.